# Libná

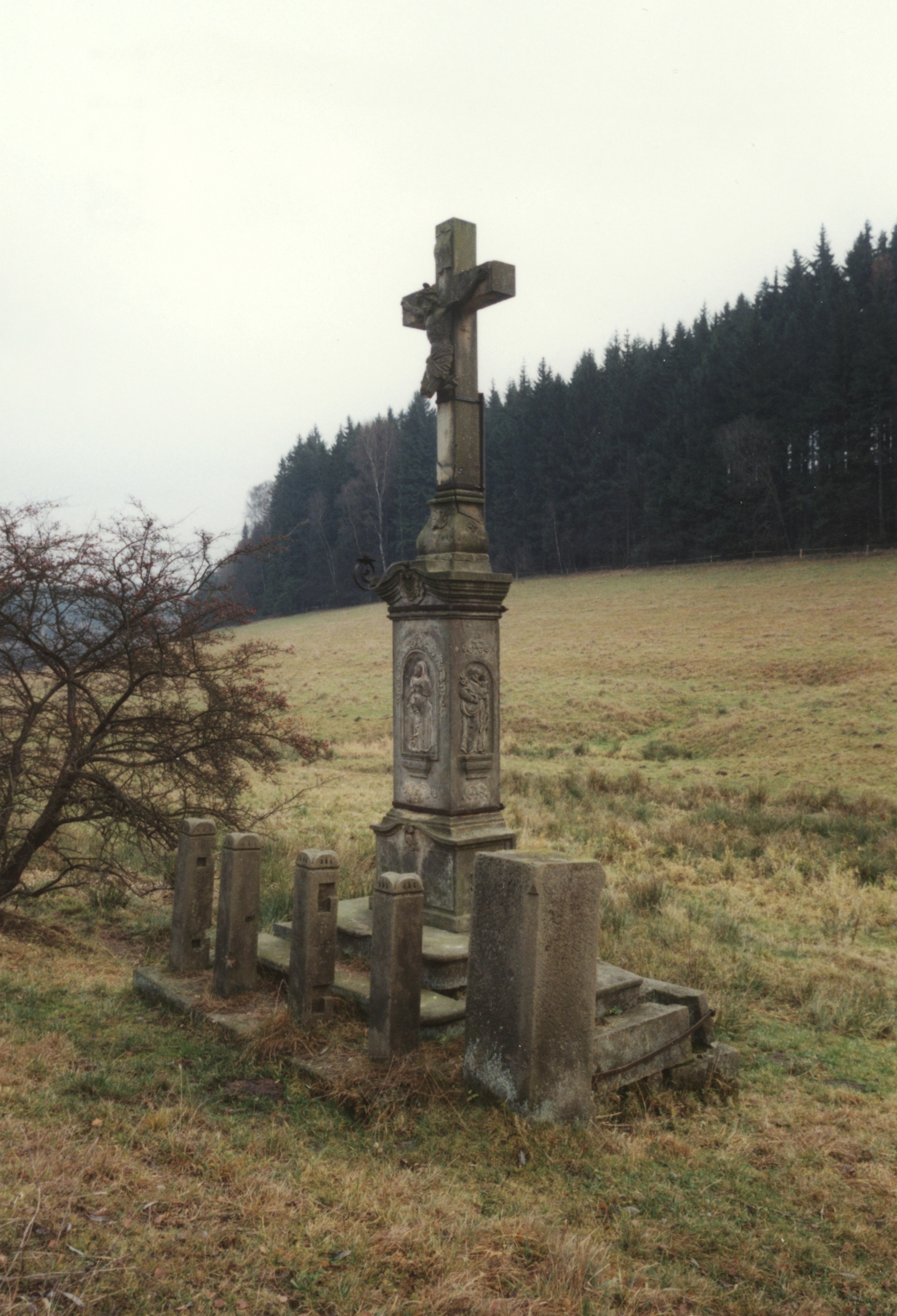
Betsäule aus Sandstein beim ehemaligen Dorf Libná

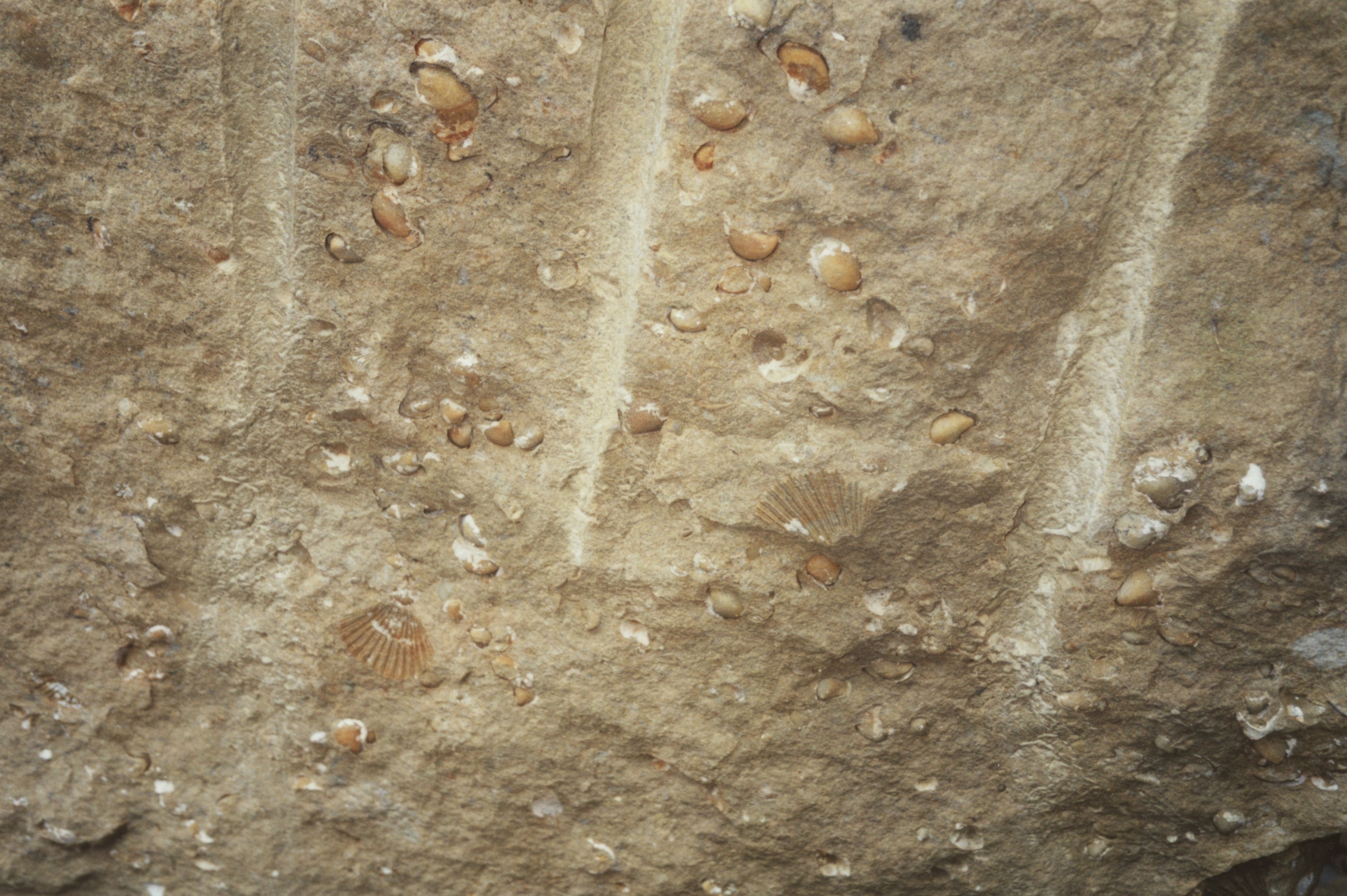
Fossilienansammlung in einem Rohblock vom Libná-Sandstein

Libná (deutsch Liebenau) ist ein untergegangenes Dorf und Ortsteil der Stadt Teplice nad Metují im Okres Náchod in Tschechien.

## Geographie
Libná liegt zwischen dem Braunauer Bergland und dem Waldenburger Bergland in unmittelbarer Nähe der Grenze zu Polen im Tal des Baches Libeňský potok bis zu dessen Mündung in den Zdoňovský potok. Es wird über eine Seitenstraße erreicht, die von Dolní Adršpach nach Mieroszów führt. Nördlich erheben sich die Strážnice (Wachberg, 697 m n.m.), der Ziegenrücken (657 m n.m.) und der Kamenný vrch  (Steinberg, 637 m n.m.), im Nordosten die Mielna (661 m n.p.m.) und der Rogal (635 m n.p.m.), südlich der Tausch (642 m n.m.) und im Südwesten der Dlouhý vrch (Langer Berg, 698 m n.m.).
Nachbarorte sind Meziměstí und Vernéřovice im Südosten, Horní Teplice (Oberweckelsdorf) im Südosten, Zdoňov im Süden und Horní Adršpach (Oberadersbach) im Südwesten. Jenseits der Grenze liegen Dobromyśl im Norden, Kochanów, Łączna und Różana im Nordosten, Golińsk im Osten sowie Wójtowa (Vogtsdorf) und Chełmsko Śląskie im Nordwesten. Die durch Libná führende Landstraße erstreckt sich in nördlicher Richtung über die tschechisch-polnische Landesgrenze u. a. zum Kloster Grüssau.

## Geschichte
Liebenau entstand vermutlich im 14. Jahrhundert im Rahmen der Kolonisationstätigkeit des Benediktinerklosters Politz. Es gehörte zur Herrschaft Adersbach und war nach Merkelsdorf gepfarrt. Zusammen mit der Einschicht Vorwerk war es etwa drei Kilometer lang.
Nach der Aufhebung der Patrimonialherrschaften bildete Liebenau ab 1850 eine Gemeinde im Gerichtsbezirk Politz bzw. im späteren Bezirk Braunau. Später wurde sie Teil des Gerichtsbezirks Wekelsdorf. 1869 erfolgte eine Regulierung der Grenze gegenüber dem damals preußischen Schlesien. Wirtschaftliche Bedeutung erlangte der Abbau von Quadersandstein. Ende des 19. Jahrhunderts waren im Gebiet der Katastralgemeinde Liebenau sechs Sandsteinbrüche in Betrieb, später nur noch drei. Der Sandstein wurde zu Grabsteinen und Denkmälern künstlerisch verarbeitet und fand Verwendung für Mühl- und Schleifsteine.
Im Jahre 1930 hatte Liebenau 376 Einwohner. Am 14. Juli 1932 richtete ein Unwetter großen landwirtschaftlichen Schaden an. 1939 wurden 351 Einwohner gezählt.
Nach dem Münchner Abkommen 1938 wurde Liebenau, das überwiegend deutsch besiedelt war, dem Deutschen Reich zugeschlagen und gehörte bis 1945 zum Landkreis Braunau. 1939 lebten in der Gemeinde 351 Menschen. In den Jahren 1945 und 1946 erfolgte die Vertreibung der deutschen Bewohner. 1949 wurde Libná nach Zdoňov eingemeindet. Nach 1960 wurde Libná entsiedelt und dem Verfall preisgegeben. Überwachsene Fragmente der Häuser- und Gehöftruinen und wenige Gebäude sind noch erkennbar. Am 30. April 1976 wurde Libná zusammen mit Zdoňov nach Teplice nad Metují eingemeindet. Im Jahre 2009 erhielt Libná den Status eines Ortsteiles.

## Ortsgliederung
Der Ortsteil Libná bildet einen Katastralbezirk. Zu Libná gehört die Wüstung Popluží (Vorwerk).

## Sehenswürdigkeiten
- Bildstock